# Општина Шамшуд (Салаж)
Шамшуд (рум. Şamşud) општина је у Румунији у округу Салаж.
Oпштина се налази на надморској висини од 257 m.